# 히에로스 가모스

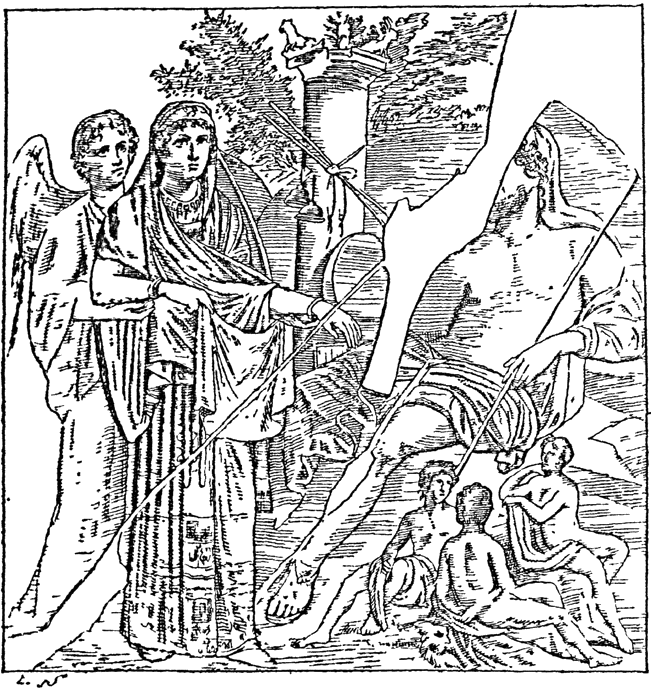

히에로스 가모스(그리스어: ἱερὸς γάμος) 또는 히에로가미(그리스어: ἱερογαμία)는 남신과 여신의 성교를 흉내내는 종교 의식이다.

## 같이 보기
- 주권여신
- 탄트라